# FNN イブニングワイド とやま6:00
『FNNイブニングワイドとやま6:00』は、1984年10月1日から1986年3月28日まで（土曜日は1985年4月6日から1986年3月29日まで）富山テレビで放送された夕方のローカルワイドニュース番組である。
1986年3月31日からは『FNNスーパータイムとやま』に引き継がれる。

## 番組概要
番組開始当初は『FNNイブニングワイド6:00』というタイトルで放送されていた。愛称は「イブニングとやま」。
1985年4月1日からは『FNNイブニングワイド とやま6:00』というタイトルで放送された。

## 主な放送時間
※いずれも日本標準時。
- 月曜日 - 金曜日 18:00 - 19:00（1984年10月1日 - 1985年3月29日）
- 月曜日 - 金曜日 18:00 - 19:00、土曜日 18:00 - 18:30（1985年4月1日 - 1986年3月29日）

## ニュースキャスター

### 平日
- 小山憲一（元・同局アナウンサー）
- 須田真理（現・フリーアナウンサー）

ほか

### 土曜日
- シフト勤務

## 内容
- FNNスーパータイムを同時放送した全国ニュース
- 富山県内のローカルニュースと話題（協力：北陸中日新聞）

## オープニングのアニメーション
- 番組開始当初は『スーパータイム』と同じものを使い、FNNのクレジットの後に『イブニングワイド6:00』（右下に製作：富山テレビ、協力：北陸中日新聞）の字幕→全国ニュース提供スポンサー出し→富山テレビスタジオからの小山の挨拶という流れで、要するに東海テレビに似たようなオープニングであった。
- 中期になるとタイトルロゴが『イブニングワイドとやま6:00』に変わった。